# Grizzly, l'orso che uccide
Grizzly, l'orso che uccide (Grizzly) è un film del 1976 diretto da William Girdler.
È una produzione del genere horror incentrata sulle vicende di un orso grizzly che massacra diverse persone in un parco nazionale degli Stati Uniti.

## Trama
Nella foresta di un parco naturale degli Stati Uniti, il veterano e pilota d'elicottero Don Stober, sorvolando gli alberi del vasto parco, afferma che i boschi sono rimasti intatti come al tempo delle popolazioni indiane.
Due campeggiatrici fanno pausa nella foresta, quando vengono improvvisamente attaccate e uccise da un animale enorme. Il capo delle guardie forestali del parco nazionale, Michael Kelly, e la fotografa Allison Corwin, figlia del proprietario del ristorante del parco, seguono uno dei ranger, preoccupato per il mancato rientro delle due campeggiatrici. Una volta arrivati all'accampamento, i tre scoprono i cadaveri delle ragazze, una delle quali è stata parzialmente sepolta.
All'ospedale, il dottor Hallitt spiega a Kelly che le ragazze sono state uccise da un orso. Il sovrintendente del parco, Charley Kittridge, accusa Kelly sostenendo che gli orsi avrebbero dovuto essere allontanati dal parco da lui e dal naturalista Arthur Scott prima della stagione turistica. Kelly e Kittridge discutono sulla chiusura del parco, prima di decidere di spostare tutti gli escursionisti fuori dalla zona, permettendo ai campeggiatori di rimanere nelle pianure. Kelly contatta il professor Arthur Scott per informarlo dell'accaduto e per invitarlo a raggiungerlo al più presto.
Durante una ricerca sulla montagna, la ranger Gail si ferma per una pausa presso una cascata, ma non è consapevole che l'orso è in agguato e viene uccisa. Kelly recluta il pilota dell'elicottero, Don Stober, per farsi aiutare nella ricerca. Sorvolando la foresta, i due vedono quello che credono potrebbe essere l'orso, ignari del fatto che si tratta soltanto di Scott, coperto da una pelle d'animale, che si trova sulle tracce dell'orso. Scott li informa che l'animale che cercano è un orso grizzly preistorico (un esemplare del periodo pleistocene chiamato Arctodus Ursus Horribilis) che, in posizione eretta, raggiunge almeno i 3 metri di altezza e che pesa come minimo 900 kg. Nei pressi di un accampamento piuttosto popolato, il grizzly distrugge una tenda e uccide un'altra donna. Kelly insiste ancora una volta a chiedere la chiusura del parco, ma Kittridge si rifiuta. Gli attacchi stanno diventando una notizia nazionale e, per contrastare questo, Kittridge consente a un gruppo di cacciatori dilettanti di entrare nella foresta. Kelly, Don e Scott sono disgustati da questo sviluppo. Un giovane cacciatore viene inseguito dall'orso, ma riesce a sfuggire all'animale tuffandosi in un fiume. Più tardi, quella notte, tre cacciatori trovano un cucciolo d'orso che credono essere del grizzly killer: lo usano quindi come esca per la madre. Tuttavia, il grizzly trova e mangia il cucciolo. Scott conclude dunque che l'orso deve essere un maschio: infatti solo i maschi sono cannibali. La mattina dopo, il ranger Tom, mandato da Kelly a posizionarsi su una torre di guardia, viene attaccato dal grizzly: l'animale distrugge la struttura che crollando uccide il ranger all'istante.
Kelly e Kittridge continuano a discutere la chiusura del parco. Frustrato dalla situazione, Scott parte da solo per trovare il grizzly. Ai confini del parco nazionale, in zone abitate, una madre e il suo bambino vengono attaccati dal mostro. La madre viene uccisa, mentre il bambino sopravvive, seppure gravemente mutilato. Stupefatto da quest'ultimo episodio, Kittridge finalmente permette a Kelly di chiudere il parco e di fermare tutti i cacciatori. Don e Kelly partono alla ricerca dell'enorme orso. I due creano una trappola appendendo una carcassa di daino a un albero. Il grizzly, attirato, si avvicina, ma scappa quando sente Kelly caricare il fucile. Gli uomini inseguono l'animale attraverso i boschi, ma vengono seminati facilmente. Quando tornano indietro, scoprono che l'orso li ha ingannati, anticipandoli e portando via la carcassa del daino. Scott, andato sulle tracce del grizzly a cavallo, trova i resti della carcassa e chiama Don e Kelly alla radio. Decide quindi di trainare ciò che rimane della carcassa per farsi seguire dal grizzly e portarlo verso di loro. Tuttavia, la bestia attacca Scott, dapprima uccidendo il cavallo e poi aggredendolo, stordendolo e sotterrandolo. Successivamente, Scott si risveglia ritrovandosi vivo e completamente sepolto nel terreno. Prima che possa scappare, però, il grizzly ritorna e lo uccide.
Kelly e Don scoprono il corpo senza vita di Scott e, disperati, tornano all'elicottero per continuare la caccia. Presto individuano l'animale in una radura e, dopo un lungo inseguimento, atterrano. Il grizzly attacca l'elicottero distruggendolo e costringendo Don a gettarsi fuori. Kelly, dall'interno dell'elicottero, resta impressionato dalle dimensioni dell'orso, mentre Stober inizia a sparargli; tuttavia, termina rapidamente i colpi, morendo stritolato dopo un ultimo inutile tentativo di colpire l'animale con il fucile, nonostante Kelly - ormai uscito dal velivolo - abbia già aperto il fuoco contro la bestia. A questo punto, Kelly getta il fucile e recupera un bazooka dall'elicottero. Trovatosi finalmente faccia a faccia con l'orso, che si trova a puntare l'uomo, spara contro l'animale, facendolo esplodere e mettendo finalmente fine al suo cammino di terrore. Per alcuni secondi, Kelly rimane mesto a osservare i resti brucianti del grizzly, prima di incamminarsi verso il corpo di Don.

## Produzione
Il film "Grizzly" è stato girato sulla scia del successo del film Lo squalo di Steven Spielberg. Le scene sono state girate a Clayton, Georgia, e molti abitanti locali, nel ruolo di comparse, hanno cooperato alla realizzazione del lungometraggio.
Catherine Rickman, che ha interpretato una delle vittime (la seconda campeggiatrice uccisa all'inizio del film), era in realtà la figlia del sindaco Frank Clayton Rickman.
Il casting, composto da Christopher George, Andrew Prine e Richard Jaeckel, in quest'occasione li vide, per la seconda volta, recitare assieme come trio in una stessa pellicola. Avevano già preso parte allo stesso cast, sei anni prima, nel film "Chisum" del 1970 con John Wayne.
Il Grizzly altro non è che un enorme orso Kodiak di nome "Teddy".
"Teddy" era un orso di 3,30 metri di altezza, ed era il più grande orso che vivesse in cattività in quel momento.
Per le scene del film, l'orso fu prestato dalla Game Ranch Olimpic a Sequim (Stato di Washington) e tenuto dentro a un recinto elettrico.
Il cast era protetto da questa recinzione elettrica di color verde durante le riprese dei filmati, fase in cui gli stessi addetti alla produzione fecero particolare attenzione a che si svolgesse tutto per il meglio.
Una curiosità: l'orso non ha in realtà mai ruggito, e quindi è stato indotto a fare dei movimenti con la bocca per dare l'impressione che lo facesse. Queste scene furono ottenute grazie ai dolci ghiotti che provocavano evoluzioni coordinate nell'animale.
L'orso si muoveva naturalmente e di conseguenza.
Il famoso artista di fumetti Neal Adams fu l'autore della locandina originale.
Il film prende spunto da un romanzo dello scrittore Will Collins.
La pellicola è stata girata quasi interamente presso Clayton, capoluogo della Contea di Rabun in Georgia, sui Monti Blue Ridge (i quali costituiscono una sezione dei Monti Appalachi).

## Distribuzione
Il film è uscito nelle sale cinematografiche italiane nel mese di agosto del 1976.

### Data di uscita
Alcune date di uscita internazionali nel corso del 1976 sono state:
- 12 maggio 1976 in USA (Grizzly)[2]
- 21 agosto 1976 in Italia[3].

## Il seguito
Grizzly, l'orso che uccide vide anche la realizzazione di un seguito, Grizzly II: Revenge (inizialmente noto come Grizzly II: The Concert, Grizzly 2: The Predator, o anche Predator: The Concert) entrato in produzione nel 1983 ma non distribuito prima del 2021. Secondo la produttrice Suzanne Nagy molte delle scene, svoltesi in Ungheria, furono girate e montate, ma prima che potessero essere utilizzati gli effetti speciali di un enorme orso elettromeccanico, il produttore esecutivo Joseph Proctor scomparve con tutti i fondi dopo il primo giorno di riprese (sarebbe poi stato arrestato per evasione fiscale). Il progetto pertanto restò inizialmente incompiuto e senza una distribuzione ufficiale, eccetto per una versione bootleg del 2007 con il workprint. Tuttavia, nel 2017, la produttrice Suzanne Nagy riuscì ad ottenere i diritti del film, che venne completato nel 2020 dalla sua compagnia GBGB International e distribuito in video on demand e DVD l'8 gennaio 2021.
Il film, che vede come protagonisti Steve Inwood, Deborah Raffin e John Rhys-Davies, si distingue per l'inclusione delle prime apparizioni cinematografiche di future star come George Clooney, Charlie Sheen, e Laura Dern, in piccoli ruoli di supporto.
Prima dell'uscita, Grizzly II era considerata una leggenda urbana nella storia dei film horror con recensioni errate applicate un po' dovunque. Uno dei motivi è il fatto che nel 1977 un film horror indipendente intitolato Claws, interpretato da Jason Evers e Leon Ames, incentrato su un orso grizzly assassino in Alaska, fu ridistribuito nel 1978 in Canada e in Messico con il titolo Grizzly 2, nel tentativo di capitalizzare il successo di Grizzly, anche se non vi era una diretta associazione.

### Trama
Il film è incentrato sul ranger Hollister (Steve Inwood), in contrasto con il suo superiore (Louise Fletcher) circa un grande concerto rock che sta per essere tenuto in una zona boschiva. Hollister teme che la popolazione locale di grizzly potrebbe essere un pericolo per i partecipanti. Quando un grizzly uccide un bracconiere locale e tre ragazzi, Hollister incomincia a mettersi sulle sue tracce con l'aiuto di un'attivista (Deborah Raffin) e di un cacciatore locale di nome Bouchard (John Rhys-Davies).

### Produzione
Il film, diretto da André Szöts su una sceneggiatura di Joan McCall e David Sheldon , fu prodotto da Suzanne Nagy, Joseph Proctor e dallo stesso David Sheldon per la Harlequin Pictures, e girato in Georgia e a Budapest con un budget stimato in 7.500.000 dollari. Gli effetti speciali furono affidati a Nick Maley. La fotografia è firmata da László Kovács.